# 盧濟-克盧格拉鄉
46°31′54″N 26°50′35″E / 46.53167°N 26.84306°E
盧濟-克盧格拉鄉（羅馬尼亞語：Comuna Luizi-Călugăra, Bacău），是羅馬尼亞的鄉份，位於該國東北部，由巴克烏縣負責管轄，面積32平方公里，海拔高度330米，2007年人口5,319，人口密度每平方公里168人。